# 逸仙电商
逸仙电商（全称广州逸仙电子商务有限公司，英文名：Yatsen Global，股票代码：YSG）是一家中国美妆集团，成立于2016年，总部位于广州，于2020年11月19日在纽约证券交易所上市，成为首家在美国上市的中国美妆品牌。

## 历史
逸仙电商由黄锦峰于2016年创立，总部位于中国广东省广州市。同年11月，公司登陆纽交所，发行价为10.5美元/股，上市首日市值达124亿美元。
2021年起，中国美妆市场增长放缓，逸仙电商面临营收下滑和持续亏损的挑战。